# Abbaye de Hexham
L'abbaye de Hexham est un lieu de culte chrétien de la ville de Hexham, située au nord-est de l'Angleterre, dans le Northumberland. Cet édifice a beaucoup de points communs avec la cathédrale de Noyon, toutes deux étant de remarquables exemples de gothique primitif.

## Histoire
Il y a eu une église sur ce site pendant plus de 1300 ans, depuis qu'Etheldreda, reine de Northumbrie, fit vers 674 une donation de terres à Wilfrid, évêque d'York. L'abbaye bénédictine de Wilfrid, la crypte anglo-saxonne et l'abside existent toujours.

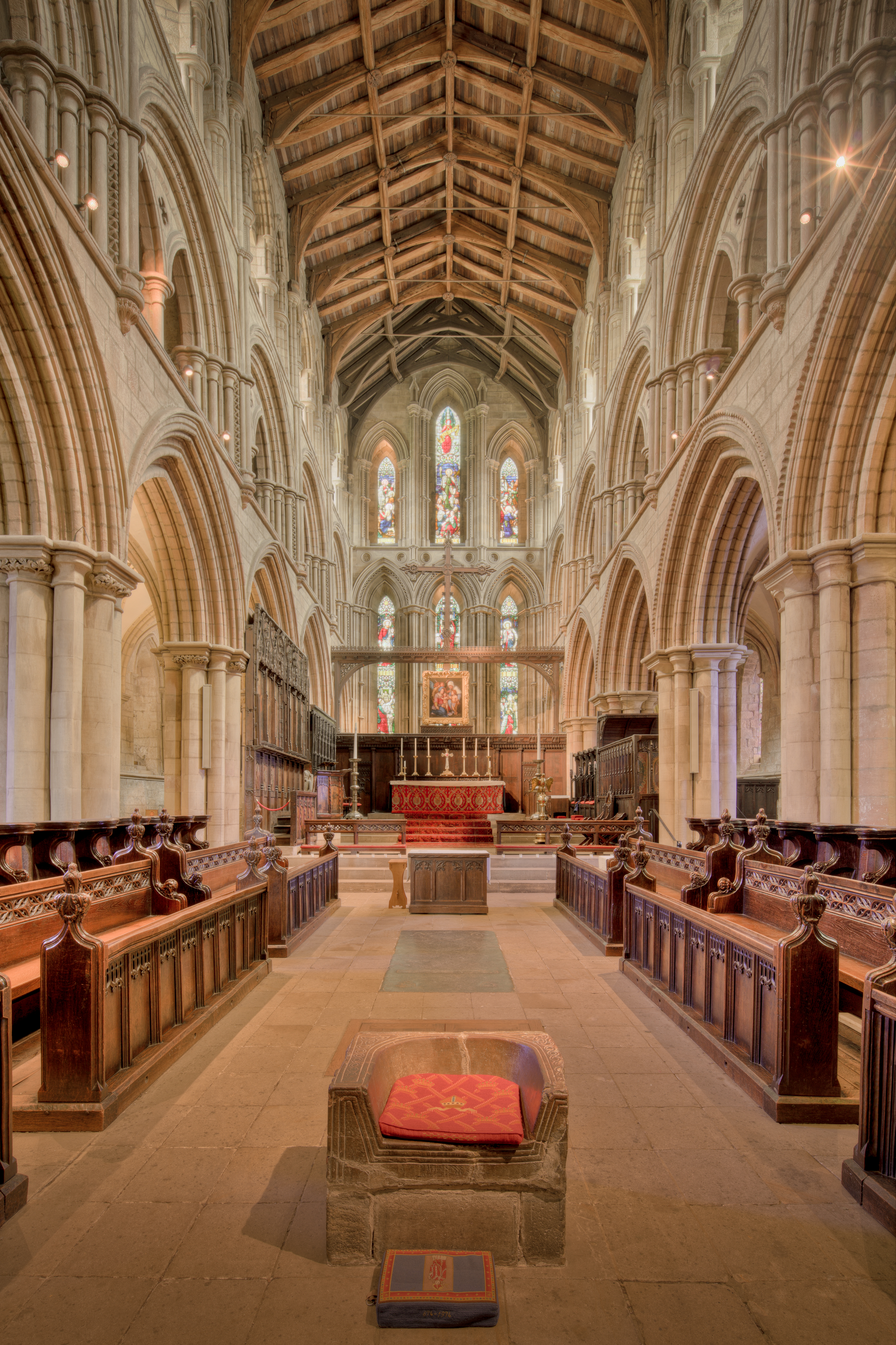
L'intérieur avec le chœur.

Pendant la période normande, l'abbaye de Wilfrid est remplacée par un prieuré augustin. L'église actuelle date essentiellement de cette période (vers 1170-1250) avec un style architectural du début de la période anglaise. Le chœur, les transepts nord et sud et les cloîtres, où les chanoines étudiaient et méditaient, datent de cette période.
L'extrémité est de l'église fut reconstruite en 1860. L'abbaye a été en grande partie reconstruite pendant le ministère du chanoine Edwin Sidney Savage, qui arriva à Hexham vers 1898 et y demeura jusqu'en 1919. Ce projet colossal incluait la reconstruction de la nef, dont les murs intégraient des vestiges de la première église, et la restauration du chœur. La nef fut à nouveau consacrée le 8 août 1908.
En 1996, une chapelle supplémentaire fut créée à l'extrémité est du côté nord du chœur. Nommée Chapelle saint Wilfrid, elle offre un lieu pour la prière et la méditation silencieuse.
Au-dessus de la crypte saxonne, construite en pierres provenant du campement romain de Corstopitum (Corbridge), se dresse un chœur de style gothique primitif avec d'imposants transepts. Du transept sud, un escalier de pierre baptisé Night Stair (l'escalier de la nuit) mène à l'ancien dortoir des chanoines. La Leschman Chantry (chantrerie datée de 1491) est ornée, à la base, de sculptures de pierre et, au sommet, de boiseries délicatement travaillées.
L'église renferme aussi un monolithe votif romano-celte dédié aux cultes d'Apollon/Maponos/Belenos.
Depuis la dissolution des monastères de 1537, l'abbaye est l'église paroissiale de Hexham.